# Joseph Kosuth
Joseph Kosuth (Toledo, Ohio, 31 de janeiro de 1945) é um influente artista conceitual americano.
Kosuth estudou belas artes na escola de artes visuais em New York.
Seu trabalho é geralmente esforçado em explorar a natureza da arte, focalizando em idéias na marginalidade da arte em vez de produzir a arte por si mesmo. Assim sua arte é muito baseada na auto-referência, e uma típica afirmação dele é:
“O 'valor' de artistas particulares depois de Duchamp, pode ser medido de acordo com quanto questionaram a natureza da arte.”
Um de seus trabalhos mais famosos é “Uma e três cadeiras”, uma expressão visual do conceito de Platão das formas. A parte caracteriza uma cadeira física, uma fotografia dessa cadeira, e o texto de uma definição de dicionário da palavra “cadeira”. A fotografia é uma representação da cadeira real situada no assoalho, no primeiro plano do trabalho de arte. A definição, afixada na mesma parede que a fotografia, delineia nas palavras o conceito do que é cadeira, e nas suas várias encarnações. Nesta e outra, trabalhos similares, Cinco palavras no néon azul e vidro um e três, Kosuth envia as indicações tautologicais, onde os trabalhos são literalmente o que dizem que são.
Em uma adição a sua arte-final, escreveu diversos livros na natureza da arte e dos artistas, incluindo O artista como o antropólogo. Em seu ensaio “Arte após a filosofia” (1969), discutiu que a arte é a continuação da filosofia, que viu em uma extremidade. Como o Situacionismo rejeitou o formalismo como um exercício no estético, com sua função para ser estético. O Formalismo limita, disse ele, as possibilidades para a arte com o esforço criativo mínimo posto adiante pelo formalista. Mais distante, desde que o conceito é negligenciado pelo formalista, “a crítica formalista não é não mais do que uma análise dos atributos físicos dos objetos particulares que ocorrem existir em um contexto morfológico”. Discute mais e mais que a “mudança 'da aparência' para o 'conceito' (que começa com o primeiro feito não auxiliado de Duchamp) era o começo 'da arte moderna' e o começo da 'arte conceitual'". Kosuth explica que os trabalhos da arte conceitual são proposições analíticas. São lingüísticos no caráter porque expressam definições da arte. Isto faz deles tautológicos. Nesta veia estão outras de suas partes bem conhecidas: Em Figeac, Lot, France, no “Place des écritures” (lugar das escritas) é uma cópia gigante da pedra de Rosetta.